# Tete Montoliu
Tete Montoliu, Vicenç Montoliu i Massana (Barcellona, 28 marzo 1933 – Barcellona, 24 agosto 1997), è stato un pianista e compositore spagnolo di jazz, il primo del paese a valicare la frontiera e raggiungere un livello internazionale.

## Biografia
Cieco dalla nascita, sin dalla più tenera infanzia comincia a suonare il pianoforte, favorito da un ambiente familiare portato per la musica. Si avvicina al mondo jazzistico attratto dalla musica di Art Tatum, altro grande pianista cieco, e di Earl Hines.
Il suo percorso da professionista inizia nel maggio del 1954, come pianista dell'orchestra del bolerista venezuelano Lorenzo González. All'Hot Club di Barcellona, dove si esibisce frequentemente assieme al sassofonista Don Byas, ha modo di conoscere Lionel Hampton che, nel 1956, lo avrebbe reclutato per la registrazione di un suo disco. La sua prima esibizione fuori della Spagna avviene nel 1958 in trio, assieme ad Art Taylor e Doug Watkins, coi quali si esibisce a Cannes. Negli anni sessanta suonerà spesso a Berlino assieme ad Albert Mangelsdorff, Chet Baker, Sahib Sihab o Herb Geller e, a Copenaghen, con Dexter Gordon, Archie Shepp, Kenny Dorham e Roland Kirk, tra gli altri. Nel 1967, negli Stati Uniti, incide con Richard Davis ed Elvin Jones per la Impulse! e, appena rientrato in Europa, pubblica vari dischi come bandleader, col trombettista Dusko Goykovich ed altri musicisti.
Nel 1979 e nel 1980 torna negli Stati Uniti per collaborare con Bobby Hutcherson, Ben Webster, Lucky Thompson, Anthony Braxton e George Coleman, con i quali realizza anche diverse incisioni. Suona inoltre con musicisti come Chick Corea, Paquito D'Rivera, Stan Getz o Stéphane Grappelli.
In patria, ha partecipato ad un gran numero di sessioni assieme a Núria Feliu o col suo inseparabile trio formato assieme al contrabbassista Horacio Fumero ed il batterista Peer Wyboris. Ha inciso anche con altri musicisti, come Jordi Sabatés.
Il 9 marzo 1996, per i suoi cinquant'anni nel mondo del jazz, ha ricevuto un omaggio a scala nazionale nel Teatro Monumental di Madrid a cui hanno partecipato, tra gli altri, Tom Harrell e Gary Bartz.
Dopo la sua scomparsa, per iniziativa della Sociedad General de Autores y Editores (SGAE), è stata creata, a Barcellona, la manifestazione "Bienal de Jazz Tete Montoliu" in cui vengono premiati musicisti rivelazione e composizioni musicali.

## Stile
Montoliu ha sviluppato la sua maniera di suonare a partire dall'influenza di Bud Powell e, in misura minore, di Lennie Tristano, riuscendo però ad elaborare un suo stile personale, percussivo, pieno di swing e molto bluesy che gli ha consentito di diventare la figura più internazionale del jazz spagnolo e un accompagnatore molto ricercato dai musicisti americani di passaggio in Europa. Il suo ruolo nella scena spagnola è paragonabile a quello giocato da Martial Solal in quella francese.